# Teatro di Dioniso
Il teatro di Dioniso è situato presso l'acropoli di Atene. Fu il teatro più importante del mondo greco nel V e IV secolo a.C. e venne utilizzato dai più significativi autori greci (Eschilo, Sofocle ed Euripide per la tragedia, Aristofane e Menandro per la commedia) per mettere in scena le loro opere. Venne costruito agli inizi del V secolo a.C. a ridosso del santuario di Dioniso. Accanto all'ingresso sorgeva l'Odeo di Pericle.

## Storia

### La costruzione

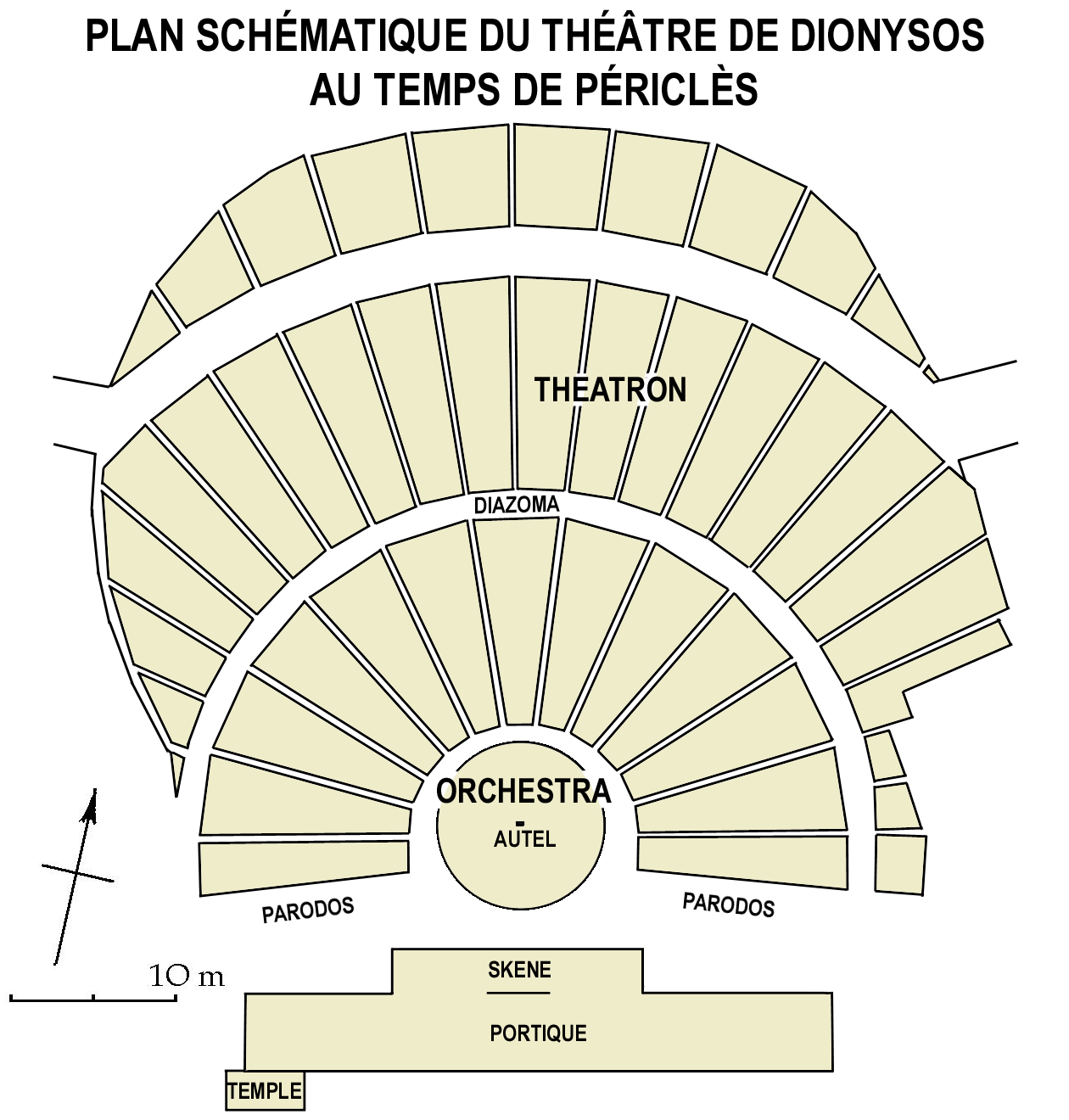
Pianta schematica del teatro nel V secolo a.C. ai tempi di Pericle

Secondo i pochi documenti storici noti, pare che quando ad Atene cominciarono le rappresentazioni teatrali (attorno al 534 a.C., secondo il Marmor Parium), esse avvenissero nell'agorà. Tra la fine del VI e l'inizio del V secolo a.C., però, si verificò un incidente: il crollo delle impalcature (ikria) dove sedevano gli spettatori. Si decise allora di spostare le rappresentazioni in un luogo ad esse dedicato, che venne identificato sulle pendici meridionali dell'acropoli, presso il santuario di Dioniso. Sfruttando il naturale pendio dell'Acropoli stessa, in un imprecisato anno all'inizio del V secolo a.C. fu costruito il teatro.

### Il teatro nel V secolo a.C.
Al tempo dei più grandi autori teatrali dell'antica Grecia, il teatro era formato da una orchestra del diametro di 25 metri, in cui recitavano gli attori e il coro. Probabilmente non esisteva un palcoscenico riservato agli attori, sicché questi ultimi e il coro erano sullo stesso livello e interagivano tra loro. Alle spalle degli attori stava la skené, ossia alcuni pannelli di legno dove era rappresentato un paesaggio o un palazzo (l'ambientazione dell'opera). All'orchestra si accedeva tramite due corridoi laterali (detti parodoi o eisodoi) e tramite una porta centrale, situata nel centro della skené.
Nella direzione opposta, dall'orchestra si dipartivano le gradinate per il pubblico, in forma semicircolare, formate da sedili in legno che seguivano la naturale pendenza del terreno, sicché gli spettatori (eccetto quelli seduti in prima fila) avevano una visuale dall'alto. Pare che il teatro di Dioniso potesse arrivare a contenere anche 15 000 spettatori.
Da qualche parte ai margini dell'orchestra (secondo alcuni in cima alla skené) era situato il theologeion, una pedana rialzata, solitamente usata per l'apparizione degli dei. Erano inoltre presenti la mechanè, una sorta di gru che permetteva di sollevare da terra l'attore, simulando il volo, e l'ekkyklema, una piattaforma con delle ruote che poteva essere manovrata e ruotata per scoprire l'interno dell'edificio scenico.
In questo secolo, e in quello successivo, il teatro di Dioniso fu senz'altro il più importante dell'intero mondo greco, poiché tutti i più grandi autori del tempo vi mettevano in scena i loro drammi.

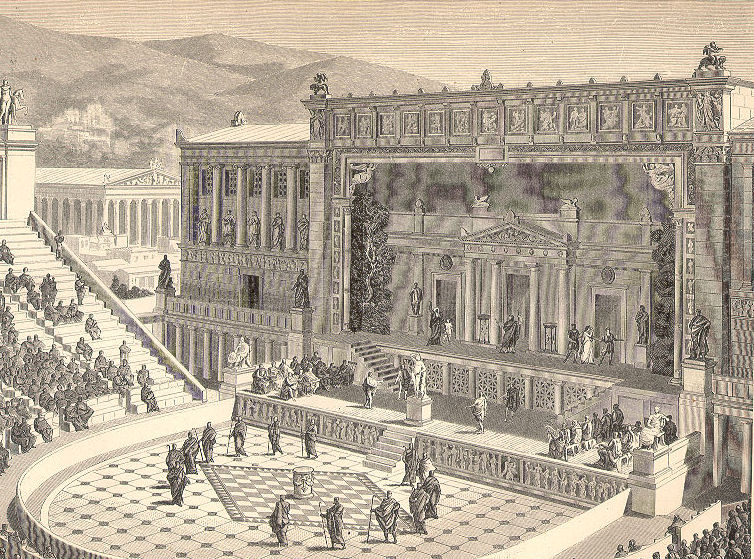
Ipotetica ricostruzione del teatro in epoca imperiale (dall'enciclopedia Pierers Konversationslexikon, 1891)

### Il teatro nel IV secolo a.C.
In un periodo collocabile tra la fine del V secolo a.C. ed il 330 a.C., il teatro assunse gradualmente la seguente fisionomia: venne introdotto il palcoscenico, rialzato rispetto all'orchestra e ad essa collegato tramite alcuni gradini. Sul palcoscenico agivano gli attori, mentre l'orchestra, più in basso, era riservata al coro. Vennero inoltre costruite gradinate di pietra in sostituzione delle precedenti di legno, suddivise in settori corrispondenti al censo e alla nobiltà degli spettatori. Il posto centrale della prima gradinata, un sedile di marmo riccamente decorato, era riservato al sacerdote di Dioniso.

### I secoli successivi
Il teatro di Dioniso venne utilizzato almeno fino al periodo dell'impero romano (ed è a questo periodo che risale la maggior parte delle rovine oggi visibili), ma in seguito cadde in disuso, al punto da essere sepolto dal terreno e dalla vegetazione. Dal periodo bizantino, l'intero complesso era completamente distrutto. Venne individuato da Richard Chandler nel 1766 e riportato alla luce grazie agli scavi dell'archeologo Wilhelm Dörpfeld, condotti tra il 1882 ed il 1895.

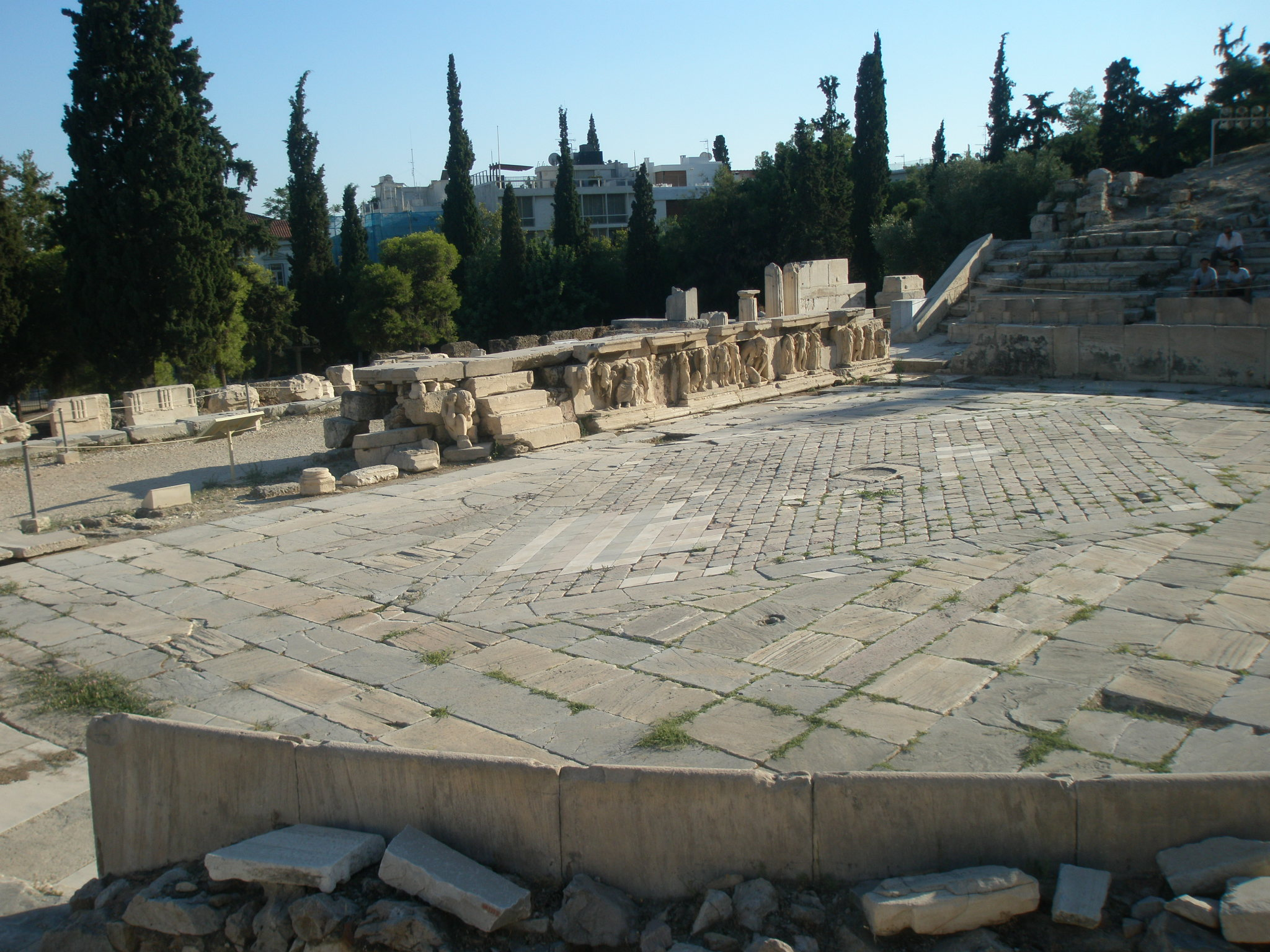
L'orchestra del teatro di Dioniso. Da notare i gradini che portavano, in epoca imperiale, al palcoscenico

### Esplicative
1. ↑  La messa in scena delle opere teatrali avveniva in occasione delle festività dedicate a Dioniso, dio del teatro.
2. ↑  Gli studiosi sono però incerti riguardo alla presenza o meno di un palco per gli attori. A favore vedi Zimmermann (p. 28), contro vedi Di Benedetto-Medda (pp. 10-11).
3. ↑  Si ritiene che nei tempi più antichi la skené non esistesse, ma già ai tempi di Eschilo essa era in uso. Alcune tragedie tuttavia ne erano volutamente prive.
4. ↑  Le rappresentazioni teatrali ad Atene furono i più grandi assembramenti di persone del mondo greco, ad eccezione delle Olimpiadi.
5. ↑  L'effettiva presenza dell'ekkyklema, così come la sua forma e funzione, sono però ancora assai controversi (cfr. Di Benedetto-Medda, pp. 22-24).

### Bibliografiche
1. ↑  Di Benedetto-Medda, pp. 7-10.
2. ↑  Di Benedetto-Medda, pp. 10-12.
3. ↑  Di Benedetto-Medda, pp. 9.10; Zimmermann, p. 28.
4. ↑  Di Benedetto-Medda, pp. 17-24; Zimmermann, p. 29.
5. ↑  Di Benedetto-Medda, p. 8.
6. ↑  Bieber, p. 216; Travlos, ediz. 1971, p. 538.